# What Am I Gonna Do with You
What Am I Gonna Do with You is een single van Barry White. Het werd geschreven en geproduceerd door White. Het verscheen op White's album uit 1975, Just Another Way to Say I Love You.
Het was zijn vijfde top 10-hit in de Billboard Hot 100 singles-hitlijst in de VS, bereikte nummer acht en stond een week lang op nummer één in de Billboard Hot Soul Singles-hitlijst in het voorjaar van 1975. In het Verenigd Koninkrijk piekte het op nummer vijf in de UK Singles Chart. 